# James Esdaile
James Esdaile (ur. 6 lutego 1808 w Szkocji, zm. 10 stycznia 1859) – brytyjski chirurg, pionier znieczulenia poprzez hipnozę. Jego metoda, używana przed wynalezieniem chloroformu zapisała się w historii anestezji.
Urodził się jako syn ministra. Studiował medycynę w Edynburgu, zdobywając dyplom w 1830. Podejmując się pracy w Brytyjskiej Kompanii Wschodnioindyjskiej przybył do Kalkuty, ówczesnej stolicy Indii Brytyjskich, w roku 1840. Praktykował przez większość swego życia w Indiach. Przyswoił hinduską sztukę tradycyjnej terapii poprzez trans od pewnego magika z regionu Bengali.
Esdaile przeprowadził swą pierwszą operację ze zmesmeryzowanym pacjentem 4 kwietnia 1845 w miejscowym szpitalu w Hooghly (Kolkata) (należy zauważyć, że wiele źródeł podaje nieprawidłowo, że pacjent był zahipnotyzowany). Jego najsłynniejszym dziełem była książka zatytułowana Mesmerism in India, która była następnie publikowana pod tytułem Hypnosis in Medicine and Surgery. Opuścił Indie w 1851. Umarł w wieku 50 lat.